# جمعية مرشدات مملكة تونغا
جمعية مرشدات مملكة تونغا هي المنظمة الإرشادية الوطنية في تونغا. تأسست المنظمة في عام 1952 وأصبحت عضوا منتسبا في الرابطة العالمية للمرشدات وفتيات الكشافة في عام 1987. تضمّ المنظمة حوالي 204 عضوة (اعتبارا من عام 2003).